# Michelle Bowrey
Michelle Bowrey (12 juli 1970) is een tennisspeelster uit Australië.
Bowrey kreeg driemaal een wildcard op de Australian Open, maar strandde steevast in de eerste ronde. In het dubbelspel had ze in 1990 meer succes en kwam ze samen met Justine Hodder in de tweede ronde.
Bowrey is de dochter van Lesley Turner-Bowrey, die tweemaal Roland Garros won, en van Bill Bowrey die in 1968 het Australisch tenniskampioenscha won.